# Gōichi Motomura
Gōichi Motomura (本村 剛一?, Motomura Gōichi; Chiba, 25 dicembre 1973) è un ex tennista giapponese.

## Carriera
In carriera ha raggiunto in singolare la 134ª posizione della classifica ATP, mentre in doppio ha raggiunto il 159º posto.
In Coppa Davis ha disputato un totale di 41 partite, collezionando 24 vittorie e 17 sconfitte. Per la sua dedizione nel rappresentare il proprio Paese nella competizione è stato insignito del Commitment Award.